# 哈德博物館

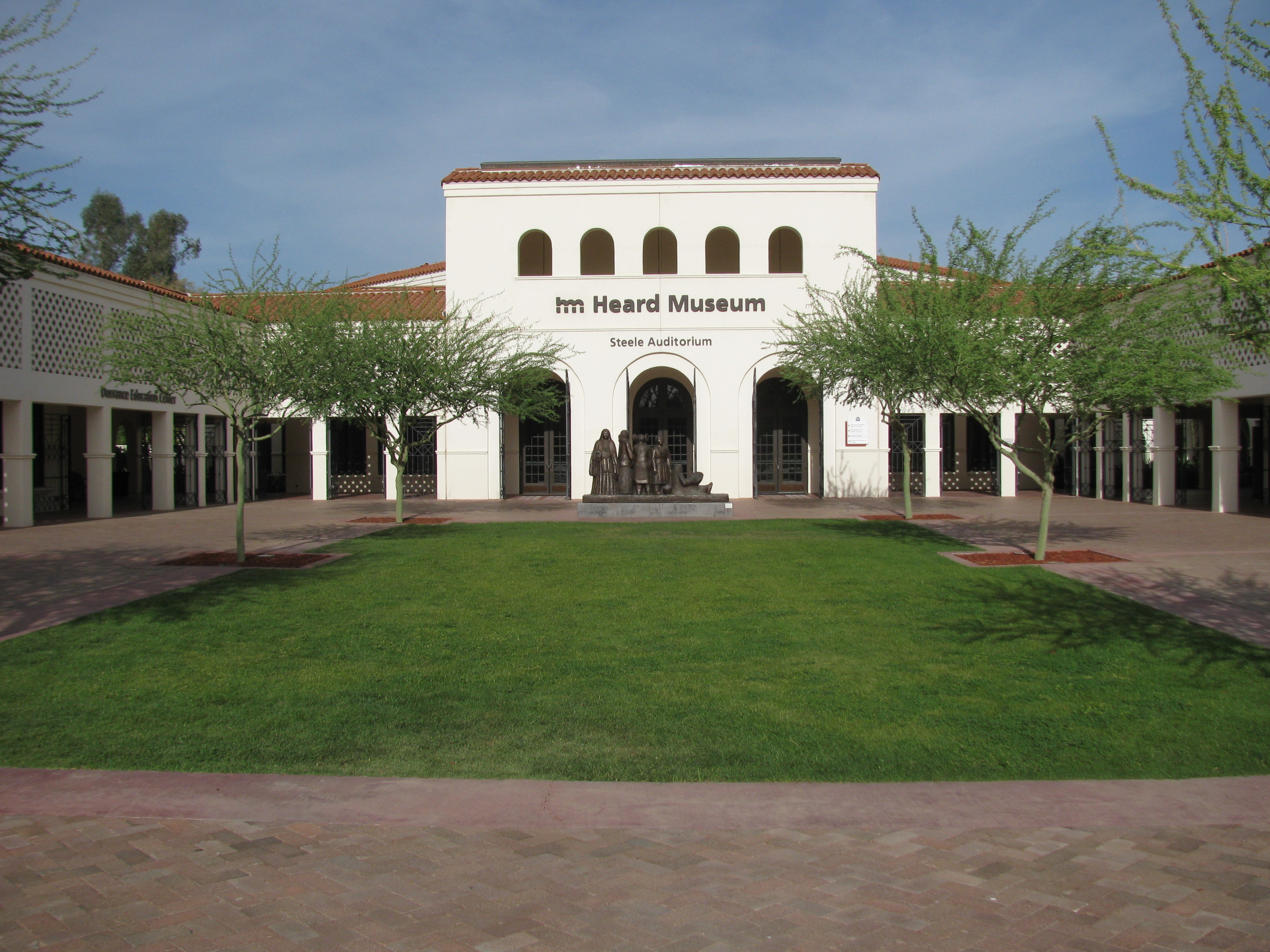

哈德博物館（英語：Heard Museum）是位於美國亞利桑那州鳳凰城的美術館，主要收藏展示與美國原住民有關的藝術和歷史展覽品。

## 历史
哈德博物館成立於1929年，成立之初雖然規模不大，但現在已經擁有超過40000件藏品和34000冊以上的書籍。